# Свети Никола (Златарица)
„Свети Николай“ или „Свети Никола“ е православна църква град Златарица, България, част от Великотърновската епархия на Българската православна църква.

## История
Храмът е издигнат в центъра на Златарица в 1884 – 1885 година на мястото на по-стара църква от 1628 – 1634 година, издигната от своя страна върху разрушен параклис. В църквата се служи до 1883 година, в която е разрушена за построяването на нов храм. Архитект е майстор уста Георги Колев от Трявна (1843 – 1926). Финансирането е разхвърляно сред местното население между 100 и 600 гроша, в зависимост от имотното състояние на домакинствата. Майсторите получават 143 хиляди гроша или 1075 златни лири.
През 1899 година църквата е изписана от дебърските майстори Апостол Христов, Епифаний Христов и Овентий Исачев. По-късно в 1932 година храмът е отново изписан от Христо Апостолов, Ангел Христов, Георги Исачев, Денко Македонски и Илия Белев от Галичник.
Църквата е обявена за паметник на културата от местно значение през 1981 година.